# Шубяны
Шубяны — деревня в Юрьянском районе Кировской области в составе Ивановского сельского поселения.

## География
Находится на расстоянии примерно 13 километров на север-северо-восток по прямой от районного центра поселка Юрья.

## История
Согласно легенде деревня возникла в начале XIX века. В 1873 году отмечено дворов 20 и жителей 155, в 1905 32 и 201, в 1926  33 и 174, в 1950 30 и 138. В 1989 проживало 145 человек. В 1931 г. организованы колхозы «Мотор» и «Луч». В 1956 г. пос¬ле укрупнения образован колхоз «Заря». Ликвидиро¬ван в 1991 году, на его базе образовано подсобное хозяйство. В 1998 г. создано УМП «Шубяны», занимающееся сельскохозяйственным производством. В годы войны в деревне размещался детский дом, в кото¬ром жили дети, эвакуированные из Москвы. Ныне имеются средняя школа, библиотека, клуб, медпункт, почтовое отделение, магазин.

## Население
Постоянное население  составляло 137 человек (русские 79%) в 2002 году, 39 в 2010.